# Armorial des Tudor
Cette page présente les armoiries (figures et blasonnements) qui furent portées par des membres de la maison Tudor.

## Origines
| Figure | Nom et blasonnement |
|        | Owen Tudor (1400 † 1461) De gueules, au chevron d'hermine, accompagné de trois casques fermés d'argent, tarés de profil. Alias: De gueules, au chevron accompagné de trois casques fermés tarés de profil, le tout d'argent. |
|        | Catherine de France (1401 † 1437), reine consort d'Henri V d'Angleterre, remariée à sir Owen Tudor Parti: au 1, écartelé en 1er et 4e d'azur aux trois fleurs de lys d'or et en 2e et 3e de gueules aux trois léopards d'or (France et Angleterre), au 2, d'azur aux trois fleurs de lys d'or (France). |
|        | Edmond Tudor (1430 † 1456), comte de Richmond, fils de sir Owen Tudor et Catherine de France, demi-frère de Henri VI d'Angleterre. Écartelé en 1er et 4e d'azur aux trois fleurs de lys d'or, et en 2e et 3e de gueules aux trois léopards d'or à une bordure d'azur chargée de sept martinets d'or et sept fleurs de lys de même alternativement. (La concession des armoiries royales avec différences de la part du roi Henry VI à ses demi-frères Tudor est extraordinaire que les Tudors avait pas de sang des Plantagenêts à ce moment-là.) Armes portées ensuite par son fils Henri, comte de Richmond, futur roi Henri VII.                                         |
|        | Margaret Beaufort (1443 † 1509), fille de Jean Beaufort et de Marguerite de Beauchamp (morte en 1482), nièce d'Edmond Beaufort. L'épouse d'Edmond Tudor, comte de Richmond, elle est la mère du futur Henri VII d'Angleterre, son unique enfant. Écartelé en 1er et 4e d'azur aux trois fleurs de lys d'or et en 2e et 3e de gueules aux trois léopards d'or (France et Angleterre), à une bordure componée d'argent et d'azur (Beaufort), Parti: les deux, écartelé en 1er et 4e d'azur aux trois fleurs de lys d'or et en 2e et 3e de gueules aux trois léopards d'or, à une bordure d'azur chargée de sept martinets d'or et sept fleurs de lys de même alternativement. |
|        | Jasper Tudor (1431 † 1495), duc de Bedford, deuxième fils de sir Owen Tudor et Catherine de Valois et demi-frère d'Henri VI d'Angleterre. Écartelé en 1er et 4e d'azur aux trois fleurs de lys d'or et en 2e et 3e de gueules aux trois léopards d'or, à une bordure d'azur chargée de quatorze martinets d'or,. |

## Monarques
| Armoiries | Écu | Nom et blasonnement |
|           |     | Henri VII (1457 † 1509), roi d'Angleterre et seigneur d'Irlande, Écartelé, 1 et 4 d'azur aux trois fleurs de lys d'or (France moderne) et en 2 et 3 de gueules aux trois léopards d'or (Angleterre),.. |
|           |     | Henri VIII (1491 † 1547), roi d'Angleterre et seigneur d'Irlande, Écartelé, 1 et 4 d'azur aux trois fleurs de lys d'or (France moderne) et en 2 et 3 de gueules aux trois léopards d'or (Angleterre),. |
|           |     | Henri VIII (1491 † 1547), roi d'Angleterre et d'Irlande, Écartelé, 1 et 4 d'azur aux trois fleurs de lys d'or (France moderne) et en 2 et 3 de gueules aux trois léopards d'or (Angleterre),. - Armoiries portées ensuite par Édouard VI, roi de 1547 à 1553 |
|           |     | Marie Ire (1516 † 1558), reine d'Angleterre et d'Irlande, Parti : au 1 écartelé, les armes de Philippe II, roi d'Espagne, coupées au premier parti de l'écartelé de Castille et de Léon, et du parti d'Aragon et de Sicile, le tout enté en pointe de Grenade, et au second écartelé d'Autriche, de Bourgogne moderne, de Bourgogne ancien et de Brabant, un écu parti de Flandre et de Tyrol sur le tout de l'écartelé; au 2 écartelé 1 et 4 d'azur aux trois fleurs de lys d'or (France moderne) et en 2 et 3 de gueules aux trois léopards d'or (Angleterre),. Autres armories : Écartelé 1 et 4 d'azur aux trois fleurs de lys d'or (France moderne) et en 2 de gueules aux trois léopards d'or (Angleterre), et en 3 contre-écartelé en 1 et 4 contre-contre-écartelé en 1 et 4, de gueules au château d'or ouvert et ajouré d'azur et en 2 et 3 d'argent au lion de gueules armé, lampassé et couronné d'or, et en 2 et 3 parti en 1 d'or à quatre pals de gueules et en 2 écartelé en sautoir d'or aux quatre pals de gueules et d'argent à l'aigle de sable, accompagné en pointe d'argent à une pomme grenade de gueules, tigée et feuilleté de sinople. |
|           |     | Élisabeth Ire (1533 † 1603), reine d'Angleterre et d'Irlande, Écartelé, 1 et 4 d'azur aux trois fleurs de lys d'or (France moderne) et en 2 et 3 de gueules aux trois léopards d'or (Angleterre),. |

### Princes de Galles
| Armoiries | Écu | Nom et blasonnement |
|           |     | les princes de Galles de la dynastie Tudor Écartelé, 1 et 4 d'azur aux trois fleurs de lys d'or (France moderne) et en 2 et 3 de gueules aux trois léopards d'or (Angleterre) au lambel à trois pendants d'argent brochant,. - Maison Tudor: - Arthur (1486 † 1502), prince de Galles (1486–1502) fils de Henri VII d'Angleterre - Henri (1491 † 1547), prince de Galles (1502–1509), ensuite Henri VIII d'Angleterre, fils de Henri VII d'Angleterre - Édouard (1491 † 1547), prince de Galles (1537–1547), ensuite Édouard VI d'Angleterre, fils de Henri VIII d'Angleterre |

### Reines
| Armoiries | Écu | Nom et blasonnement |
|           |     | Élisabeth d'York, épouse d'Henri VII Parti : au 1 écartelé 1er et 4e d'azur aux trois fleurs de lys d'or (France moderne) et en 2e et 3e de gueules aux trois léopards d'or (Angleterre) : au 2, écartelé 1er contre-écartelé: en I et IV contre-écartelé, d'azur aux trois fleurs de lys d'or (France moderne) et en II et III de gueules aux trois léopards d'or (Angleterre) , 2e et 3e d'or, une croix de gueules (de Burgh), 4e fascé d'argent et d'azur à six pièces, sur un deux principaux pales, les coins gironnés, dans l'ensemble un écusson d'argent (Mortimer)., |
|           |     | Catherine d'Aragon, épouse d'Henri VIII (1509 † 1533) Parti : au 1 écartelé 1er et 4e d'azur aux trois fleurs de lys d'or (France moderne) et en 2e et 3e de gueules aux trois léopards d'or (Angleterre) : au 2 écartelé en 1er et 4e contre-écartelé, de gueules au château d'or ouvert et ajouré d'azur et en 2e et 3e contre-écartelé d'argent au lion de gueules armé, lampassé et couronné d'or, et en 2e et 2e parti en 1 d'or à quatre pals de gueules et en 2 écartelé en sautoir d'or aux quatre pals de gueules et d'argent à l'aigle de sable, accompagné en pointe d'argent à une pomme grenade de gueules, tigée et feuilleté de sinople. |
|           |     | Anne Boleyn, épouse d'Henri VIII (1533 † 1536) Parti : au 1 écartelé 1er et 4e d'azur aux trois fleurs de lys d'or (France moderne) et en 2e et 3e de gueules aux trois léopards d'or (Angleterre) : au 2 écartelé de six, 1er, 2e et 3e étaient concessions spéciales, 1er; de gueules, à trois léopards d'or, une étiquette d'azur, avec trois fleurs de lys sur chaque point d'or (duché de Lancaster), 2e; d'azur, semé de lys d'or, une étiquette de trois points de gueules (Anjou-Naples), 3e; de gueules, un léopard d'or (Aquitaine), 4e; contre-écartelé , I et IV, d'or, un chef d'azur en retrait (Butler), II et III, d'argent, un lion rampant de sable couronné de gueules (Rochford), 5e; de gueules, à trois léopards d'or, une étiquette de trois points d'argent (de Brotherton), 6; Échiqueté d'or et d'azur (de Warenne). |
|           |     | Jeanne Seymour, épouse d'Henri VIII (1536 † 1537) Parti : au 1 écartelé 1er et 4e d'azur aux trois fleurs de lys d'or (France moderne) et en 2e et 3e de gueules aux trois léopards d'or (Angleterre) : au 2 écartelé de six, 1er; une concessions spéciales, d'or à la pile de gueules ch de trois léopards d'or l'un sur l'autre et accostée de six fleurs-de-lis d'azur rangées en deux pals aux 2e de gueules à un vol abaissé d'or (Seymour), 3e; de vair d'azur et d'argent (Beauchamp), 4e; d'argent à trois demi-lions rampante, de gueules (Stíny), 5e; une tranché d'argent et de gueules, trois roses, tranché contrachargé (MacWilliams), 6e; d'argent, sur une bande de gueules, la tête de trois léopards d'or. |
|           |     | Anne de Clèves, épouse d'Henri VIII (1540) Parti : au 1 écartelé 1er et 4e d'azur aux trois fleurs de lys d'or (France moderne) et en 2e et 3e de gueules aux trois léopards d'or (Angleterre) : au 2 écartelé de sept, quatre en chef et trois dans la base, 1er; de gueules, d'argent un inescutcheon dans l'ensemble une escarboucle d'or (Cleves), 2e; d'or, un lion rampant de sable (Jülich), 3e; d'azur, un lion rampant couronné d'or (Schwarzburg), 4e; d'argent, un lion de gueules à double file d'attente rampante, couronnée d'or (Limburg), 5e; d'or, un chequy de fasce d'argent et de gueules (Mark), 6e; d'argent, un lion de gueules, couronné d'azur (Berg), 7e; d'argent, à trois chevrons de gueules (Ravensberg). |
|           |     | Catherine Howard, épouse d'Henri VIII (1540 † 1542) Parti : au 1 écartelé 1er et 4e d'azur aux trois fleurs de lys d'or (France moderne) et en 2e et 3e de gueules aux trois léopards d'or (Angleterre) : au 2 écartelé de quatre, 1er et 4e étaient augmentations, 1er; d'azur, trois fleurs de lys, en pâle d'or, entre deux flasches d'hermine, chacun chargé d'une rose de gueules, 2e; de gueules, à trois léopards d'or, une étiquette à trois points d'argent (de Brotherton), 3e; de gueules, un coude entre six croisées croisettes d'argent au pied fiché, pour l'augmentation à percevoir sur le coude, les armes royales d'Écosse ayant une demi-lion seulement, qui est percé par la bouche avec une flèche (Fitzalan-Howard). |
|           |     | Catherine Parr, épouse d'Henri VIII (1543–1547) Parti : au 1 écartelé 1er et 4e d'azur aux trois fleurs de lys d'or (France moderne) et en 2e et 3e de gueules aux trois léopards d'or (Angleterre) : au 2 écartelé de six, 1er; une augmentation d'argent, sur une pile de gueules, entre six roses de gueules, trois autres roses d'argent, 2e; d'argent, deux barres d'azur, à la bordure engrêlée de sable (Parr), 3e; d'or, trois eaux-bougets de sable (Ross de Kendal), 4e; de vairé, une fesse de gueules (Marmion), 5e; d'azur, trois chevrons entrelacés dans la base, un chef d'or (FitzHugh), 6e; de vert, trois cerfs au regard d'or (Vert). |

## Enfants du roi Henri VII
| Armoiries | Écu | Nom et blasonnement |
|           |     | Marguerite d'Angleterre (Tudor) (1489 † 1541), reine d'Écosse Parti : au 1 écartelé, d'or, au lion de gueules, au double trescheur fleuronné et contre-fleuronné du même (Écosse); au 2 écartelé en 1 et 4 d'azur semé de lys d'or, en 2 et 3, de gueules aux trois léopards d'or, armés, lampassés d'azur ou écartelé, en 1 et 4 de France (moderne), en 2 et 3, d'Angleterre (moderne) |
|           |     | Henri d'Angleterre (Tudor) (1491 † 1547), duc d'York, futur prince de Galles, puis roi Henri VIII Écartelé en 1 et 4 d'azur aux trois fleurs de lys d'or et en 2 et 3 de gueules aux trois léopards d'or, à un lambel d'argent, chaque pendant chargé de trois mouchetures d'hermines. |
|           |     | Marie Tudor (1496 † 1533), fille d'Henri VII, reine de France par son mariage en 1514 avec Louis XII (1462 † 1515) Écartelé: parti, de France moderne, qui est d'azur aux trois fleurs de lys d'or et écartelé au 1 et 4 de France moderne d'azur aux trois fleurs de lys d'or et au 2 et 3 d'Angleterre, qui est de gueules aux trois léopards d'or, armés, lampassés d'azur. et, comme duchess de Suffolk: écartelé: parti, burelé d'argent et de gueules au lion d'or brochant sur le tout sommé d'une couronne (Brandon) et écartelé au 1 et 4 de France moderne d'azur aux trois fleurs de lys d'or et au 2 et 3 d'Angleterre, qui est de gueules aux trois léopards d'or, armés, lampassés d'azur |

## Descendants en lignée féminine

### Descendants issus de Marguerite Tudor, reine d'Écosse

#### Enfants
| Armoiries | Écu | Nom et blasonnement |
|           |     | Jacques V (1512 † 1542), roi d'Écosse depuis 1513, fils de Marguerite Tudor et de son premier époux Jacques IV, roi d'Écosse. D'or, au lion de gueules dans un double trescheur fleuronné et contre-fleuronné du même, armé et lampassé d'azur (d'Écosse). |
|           |     | Margaret Douglas (1515 † 1578), fille de Marguerite Tudor et de son second mari Archibald Douglas, comte d'Angus. Ecartelé, 1er d'azur, un lion rampant d'argent couronné d'or (Galloway), 2e, d'or, un lion de gueules brochant par un bendlet de sable (Abernethy), 3e, d'or, cinq piles au point de gueules (Brechin), 4e, d'or, une fesse chequy d'argent et d'azur, dans l'ensemble sur une bande de gueules à trois boucles d'or (Stewart de Bonkyll), dans l'ensemble un inescutcheon, d'argent, un homme cœur de gueules, et sur un chef d'azur, trois étoiles du champ (Douglas). en tant que comtesse de Lennox : Parti: au 1: écartelé, en 1: d'azur, trois fleurs de lys ou dans un bordure de gueules chargée avec huit boucles (Aubigny), 2e et 3e, d'or, un chequy de fasce d'argent et d'azur au sein d'une bordure engrêlée de gueules (Stewart de Darnley) globale d'une inescutcheon d'argent, un sautoir entre quatre roses de gueules (Lennox) au parti 2: écartelé, 1er d'azur, un lion rampant d'argent couronné d'or (Galloway), 2e, d'r, un lion de gueules brochant par un bendlet de sable (Abernethy), 3e, d'or, cinq piles au point de gueules (Brechin), 4e, d'or, un fess chequy argent et d'azur, dans l'ensemble sur une bande de gueules à trois boucles d'or (Stewart de Bonkyl), dans l'ensemble un inescutcheon, d'argent, un homme cœur de gueules, et sur un chef d'azur, trois étoiles du champ (Douglas). |

#### Petits-enfants
| Armoiries | Écu | Nom et blasonnement |
|           |     | Marie Stuart (1542 † 1587), reine d'Écosse, 1542, fille de Jacques V d'Écosse, dauphine de France, reine consort de France (1559 – 1560) D'or, au lion de gueules dans un double trêcheur fleuronné et contre-fleuronné du même, armé et lampassé d'azur (d'Écosse). En tant que dauphine : Parti, au 1: Coupé: écartelé en 1 et 4, d'azur aux trois fleurs de lys d'or (France moderne), en 2 et 3, au 2 et 3 d'or à un dauphin d'azur, crêté, barbé, loré, peautré et oreillé de gueules (Dauphine): au 2: d'or, au lion de gueules dans un double trêcheur fleuronné et contre-fleuronné du même, armé et lampassé d'azur (d'Écosse), au parti 2: d'or, au lion de gueules dans un double trêcheur fleuronné et contre-fleuronné du même, armé et lampassé d'azur (d'Écosse) En tant que reine consort : Parti, au 1: d'azur aux trois fleurs de lys d'or (France moderne), au 2: d'or, au lion de gueules dans un double trêcheur fleuronné et contre-fleuronné du même, armé et lampassé d'azur (d'Écosse). en autre: Parti, au 1: d'azur aux trois fleurs de lys d'or (France moderne) dimidiate, au 2: d'or, au lion de gueules dans un double trêcheur fleuronné et contre-fleuronné du même, armé et lampassé d'azur (d'Écosse). |
|           |     | James Stuart (1531/32 † 1571), 1er comte de Moray, régent d'Écosse (1567–1570) écartelé, 1 et 4, trois coussins lozengeways dans un trescheur fleuronné et contre-fleuronné; 2e et 3e, d'or, au lion de gueules dans un double trescheur fleuronné et contre-fleuronné du même (d'Écosse) brochant tous par un baton sinistre de sable. |
|           |     | Robert Stuart (1533 † 1591), comte des Orcades écartelé, 1 et 4, d'or, au lion de gueules dans un double trescheur fleuronné et contre-fleuronné du même (d'Écosse) brochant par un ruban sinistre de sable; 2e et 3e, d'azur à voiles de navires ferlées d'or (des Orcades). |
|           |     | Henry Stuart, lord Darnley puis 1er duc d'Albany (1545–1567), second époux de la reine Marie Ire d'Écosse (Marie Stuart) et père du roi Jacques VI d'Écosse (futur Jacques Ier) Écartelé : en 1: contre-écartelé, en 1: d'azur, trois fleurs de lys ou dans une bordure de gueules chargée avec huit boucles (Aubigny), 2e et 3e, d'r, un chequy de fasce d'argent et d'azur au sein d'une bordure engrêlée de gueules (Stewart de Darnley) globale d'un inescutcheon d'argent, un sautoir entre quatre roses de gueules (Lennox) au lambel d'argent, brochant sur la partition. En 2: de gueules, trois lions rampante d'argent (comté de Ross), de gueules trois pieds triangulaires, en armure, couped à la cuisse et conjoint dans le centre d'argent, avec garniture et sours d'or (Seigneurie de Man). |
|           |     | Charles Stuart (1555 † 1576), 5e comte de Lennox Écartelé, en 1: d'azur, trois fleurs de lys ou dans une bordure de gueules chargée avec huit boucles (Aubigny), 2e et 3e, d'or, un chequy de fasce d'argent et d'azur au sein d'une bordure engrêlée de gueules (Stewart de Darnley) globale d'un inescutcheon d'argent, en sautoir entre quatre roses de gueules (Lennox). |

#### Arrière-petits-enfants
| Armoiries | Écu | Nom et blasonnement |
|           |     | Jacques VI ou Jacques Ier d'Angleterre (1566–1625), duc de Rothesay, comte de Carrick, baron de Renfrew et lord des Îles, prince et grand-steward d'Écosse (1566–1587), roi d'Écosse (1587–1625), puis roi d'Angleterre et Irlande (1603–1635) Écartelé, en I et IV d'or, à la fasce échiquetée d'argent et d'azur de trois tires (Stewart/Stuart, grand-steward d'Écosse), et en II et IV d'argent à la voile carguée de sable, à trois pennons de gueules (Comte de Carrick), sur le tout, d'or, au lion de gueules dans un double trêcheur fleuronné et contre-fleuronné du même, armé et lampassé d'azur (d'Écosse) au lambel d'azur. Amoiries royales d'Écosse : D'or, au lion de gueules dans un double trêcheur fleuronné et contre-fleuronné du même, armé et lampassé d'azur (d'Écosse). Armoiries royales d'Angleterre, Écosse, et Irlande : Écartelé, en I et IV contre-écartelé en 1 et 4 d'azur aux trois fleurs de lys d'or (France) et en 2 et 3 de gueules aux trois léopards d'or (Angleterre, en II d'or, au lion de gueules, au double trescheur fleuronné et contre-fleuronné du même (d'Écosse) et en III d'azur, à la harpe d'or, cordée d'argent (d'Irlande). Amoiries royales d'Écosse, Angleterre et Irlande en Écosse: Écartelé, en I et IV contre-écartelé en 1 et 4 d'azur aux trois fleurs de lys d'or et en 2 et 3 de gueules aux trois léopards d'or, en II d'or, au lion de gueules, au double trescheur fleuronné et contre-fleuronné du même et en III d'azur, à la harpe d'or, cordée d'argent. |
|           |     | Arabella Stuart (1575 † 1615), épousa en 1610, William Seymour (1588–1660), duc de Somerset, son cadet de 13 ans. Parti: en 1: écartelé 1er et 4e: d'or, sur un tas de gueules entre six fleurs de lys d'azur trois lions d'Angleterre (concession spéciale au 1er duc de Somerset); 2e et 3e: de gueules, deux ailes accolées en leurre d'or (Seymour). en 2: écartelé, en 1: d'azur, trois fleurs de lys ou dans un bordure de gueules chargée avec huit boucles (Aubigny), 2e et 3e, d'or, un chequy de fasce d'argent et d'azur au sein d'une bordure engrêlée de gueules (Stewart de Darnley) globale d'un inescutcheon d'argent, en sautoir entre quatre roses de gueules (Lennox). |

### Descendants issus de Marie Tudor

#### Conjoint
| Armoiries | Écu | Nom et blasonnement |
|           |     | Charles Brandon (1484 † 1545), deuxième mari de Marie Tudor, 1er duc de Suffolk (1 février 1514), vicomte l'Isle (15 mai 1513); Écartelé: burelé d'argent et de gueules au lion d'or brochant sur le tout sommé d'une couronne partie d'argent et de gueules cimier une tête de lion d'or semée de larmes de sable et sommée d'une couronne coupée d'argent sur gueules,. et Écartelé: au 1 et 4: burelé d'argent et de gueules au lion d'or brochant sur le tout sommé d'une couronne (Brandon); au 2 et 3: contre-écartelé 1 et 4, d'azur une croix ancrée d'or (Bruyn), 2e et 3e, d'hermine lozengy et de gueules (de la Rokele). |

#### Enfants
| Armoiries | Écu | Nom et blasonnement |
|           |     | Frances Brandon (1517 † 1559), enfant et fille aînée de Charles Brandon, 1er duc de Suffolk, et de Marie Tudor, elle épouse Henry Grey, duc de Suffolk et seconde Adrian Stokes Écartelé : au 1: contre-écartelé, en 1 et 4 d'azur aux trois fleurs de lys d'or (France) et en 2 et 3 de gueules aux trois léopards d'or (Angleterre, à une bordure componée d'argent et d'azur (Beaufort), au 2 et 3: burelé d'argent et de gueules au lion d'or brochant sur le tout sommé d'une couronne (Brandon); au 4: contre-écartelé 1 et 4, d'azur une croix ancrée d'or (Bruyn), 2e et 3e, d'hermine lozengy et de gueules (de la Rokele). |
|           |     | Lady Eleanor Brandon (1519 † 1547), épouse Henry Clifford, 2e comte de Cumberland. Parti: en 1: échiqueté or et d'azur, à la fasce de gueules (Clifford), en 2: écartelé: au 1 et 4: burelé d'argent et de gueules au lion d'or brochant sur le tout sommé d'une couronne (Brandon); au 2 et 3: contre-écartelé 1 et 4, d'azur une croix ancrée d'or (Bruyn), 2e et 3e, d'hermine lozengy et de gueules (de la Rokele). un enfant: - Margaret Clifford (1540 † 1596); elle épouse Henry Stanley, 4e comte de Derby. |
|           |     | Henry Brandon (v. 1523 † 1534), 1er comte de Lincoln. |

#### Petites-filles
| Armoiries | Écu | Nom et blasonnement |
|           |     | Jeanne Grey (1537 † 1554), connue Lady Jane Grey, reine contestée en juillet 1553 ; fille aînée du duc de Suffolk, dont les armes : Blason patrilinéaire : fascé d'argent et d'azur de six pièces, trois torteaux en chef, au lambel à trois pendants d'hermine. |
|           |     | Catherine Grey (1540 † 1568), comtesse d’Hertford, elle épouse Edward Seymour, créé comte d'Hertford ; Fascé d'argent et d'azur de six pièces, trois torteaux en chef, au lambel à trois pendants d'hermine. Leur mariage fut annulé en 1562, mais donna le jour à deux enfants, tous deux nés à la Tour: - Édouard, baron Beauchamp d'Hache (1561–1612), avait une forte demande théorique au trône d'Angleterre, d'ici descend les ducs de Somerset ; - L'hon. Thomas Seymour (né en 1563). |
|           |     | Marie Grey (1545 † 1578), elle épouse Thomas Keyes, un écuyer royal Fascé d'argent et d'azur de six pièces, trois torteaux en chef, au lambel à trois pendants d'hermine. |

## Descendants illégitimes
| Armoiries | Écu | Nom et blasonnement |
|           |     | Henry FitzRoy (1519 † 1536) 1er duc de Richmond et Somerset, fils illégitime d'Henri VIII Écartelé, en 1 et 4 d'azur semé de lys d'or, en 2 et 3, de gueules aux trois léopards d'or, armés, lampassés d'azur ou écartelé, en 1 et 4 de France (moderne), en 2 et 3, d'Angleterre (moderne), une baston sinistre d'argent, à la bordure de façon trimestrielle, 1er, d'hermine plain, 2e et 3e, contre componée d'or et d'azur, 4e, componée d'argent et d'azur, un inescutcheon trimestriel, de gueules et de vairé d'or et de sinople globale un lion rampant d'argent, au chef d'azur un château entre deux têtes de mâles cabochées d'argent |